# Donald ”Duck” Dunn
Donald ”Duck” Dunn, född 24 november 1941 i Memphis, Tennessee, död 13 maj 2012 i Tokyo, Japan, var en amerikansk musiker, producent och låtskrivare. Han var mest känd som basist i Blues Brothers och Booker T. and the MG's.
Duck Dunn avled 13 maj 2012 i Tokyo, Japan efter att ha gjort två spelningar på Blue Note Night Club.

## Utmärkelser
Bandet The MG’s valdes in i Rock and Roll Hall of Fame 1992. Donald Dunn fick en ”lifetime achievement award”-Grammy 2007.

## Filmografi (i urval)
- 1980 – Blues Brothers (som sig själv)
- 1998 – Blues Brothers 2000 (som sig själv)